# David S. Mann

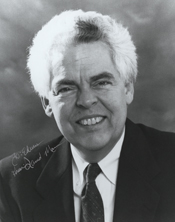
David S. Mann

David Scott Mann (* 25. September 1939 in Cincinnati, Ohio) ist ein US-amerikanischer Politiker der Demokratischen Partei. Er war von 1993 bis 1995 Mitglied des Repräsentantenhauses der Vereinigten Staaten für den 1. Kongressdistrikt des Bundesstaates Ohio. Von 1979 bis 1980 sowie im Jahr 1991 war er Bürgermeister von Cincinnati.

## Biografie
1961 erhielt er den Bachelor of Arts, nachdem er an der Harvard University studiert hatte. Daraufhin diente er bis 1965 in der US Navy. Nachdem er den Dienst abgeschlossen hatte, ging er wieder an die Harvard University und schloss 1968 mit einem Bachelor of Laws ab. Er ließ sich in Cincinnati nieder und eröffnete eine Anwaltskanzlei.
Von 1972 bis 1974 saß er im Gesundheitsausschuss der Stadt Cincinnati. 1974 wurde er in den Stadtrat (City Council) gewählt, welchem er bis 1992 angehörte. Während seiner Zeit im Stadtrat war er von 1979 bis 1980 und erneut 1991 Bürgermeister.
Da der Demokrat Charlie Luken, der das Mandat für den 1. Kongresswahlbezirk Ohios im US-Repräsentantenhaus wahrgenommen hatte, bei der Wahl 1992 nicht mehr antrat, bewarb sich Mann um dieses Mandat. In der Vorwahl der Demokraten schlug er knapp mit 34 zu 33 Prozent William F. Bowen und setzte sich mit 51 Prozent der Stimmen in der Hauptwahl gegen mehrere Unabhängige durch. Er trat das Mandat für den 1. Kongresswahlbezirk Ohios, der vor allem den Westen der Stadt Cincinnati umfasste, am 3. Januar 1993 an und löste damit Charlie Luken ab. Er diente nur eine Wahlperiode, in der er Mitglieder der eigenen Partei und Gewerkschafter gegen sich aufbrachte, weil er die unpopuläre restriktive Fiskalpolitik Präsident Bill Clintons und dessen Freihandelspolitik (NAFTA) mittrug. Mann erhielt deshalb eine ernsthafte Herausforderung in der parteiinternen Vorwahl 1994 und setzte sich von Clinton ab, indem er gegen dessen Projekt einer allgemeinen Krankenversicherung Wahlkampf machte. Trotzdem gelang es seinem Herausforderer, dem Republikaner Steve Chabot, der seine Herkunft aus einem armen Arbeiterhaushalt betonte, Mann mit Clintons Unpopularität in Verbindung zu bringen, sodass er Chabot mit 44 zu 56 Prozent der Stimmen bei der Hauptwahl im November 1994 besiegte. Sein Mandat endete am 3. Januar 1995.
Bei der Wahl zum Stadtrat Cincinnatis 2013 wurde Mann wiederum gewählt und gehört diesem Organ – nach einer Wiederwahl 2017 – seitdem an.